# Ricciocarpos velutina
Ricciocarpos velutina là một loài rêu trong họ Ricciaceae. Loài này được (Wilson ex Hook. f.) Stephani mô tả khoa học đầu tiên năm 1898.